# Magnequench
Magnequench war ein US-amerikanischer Magnethersteller.

## Geschichte
1982 erfanden General Motors (GM) und Sumitomo Special Metals die Neodym-Eisen-Bor-Magnetlegierung. 1986 wurde Magnequench als Tochtergesellschaft von GM gegründet und begann 1987 mit der Produktion in Anderson (Indiana).
1995 wurde das Unternehmen von den Sextant MQI Holdings von Archibald Cox, Jr. übernommen, hinter der die chinesischen Unternehmen China National Non-Ferrous Metals Import & Export Corporation (CNIEC) und San Huan New Material standen. 1998 wurde ein neues Werk in Tianjin eröffnet. Im Jahr 2000 wurde die Magnetpulverproduktion in Idaho Falls eingestellt und 2006 das letzte Werk in Valparaiso (Indiana) geschlossen.
2005 fusionierte Magnequench mit AMR Technologies aus Toronto und nannte sich in Neo Materials Technologies um. 2007 wurde ein neues Werk in Korat, Thailand eröffnet. 2012 wurde Neo Materials Technologies für 1,3 Mrd. US-Dollar von Molycorp, dem  2017 in MP Materials umbenannten Besitzer der Mountain-Pass-Mine, übernommen.